# Alcocer
Alcocer é um município da Espanha na província de Guadalajara, comunidade autónoma de Castilla-La Mancha, de área 60,95 km² com população de 313 habitantes (2004) e densidade populacional de 5,14 hab/km².

## Demografia
| Variação demográfica do município entre 1991 e 2004 | Variação demográfica do município entre 1991 e 2004 | Variação demográfica do município entre 1991 e 2004 | Variação demográfica do município entre 1991 e 2004 |
| --------------------------------------------------- | --------------------------------------------------- | --------------------------------------------------- | --------------------------------------------------- |
| 1991                                                | 1996                                                | 2001                                                | 2004                                                |
| 316                                                 | 300                                                 | 314                                                 | 313                                                 |